# Wereldbeker schaatsen 2019/2020
De Wereldbeker schaatsen 2019/2020 (officieel: ISU World Cup Speed Skating 2019/20) was een internationale schaatscompetitie verspreid over het gehele schaatsseizoen 2019-2020. De wereldbeker schaatsen werd georganiseerd door de Internationale Schaatsunie (ISU).
Er waren dit seizoen zoals gebruikelijk zes wereldbekerweekenden. De eerste wedstrijd vond plaats van 15 t/m 17 november 2019 in Minsk en de finale was op 7 en 8 maart in Heerenveen.
Op basis van de eerste vier wereldbekerwedstrijden worden de startquota verdeeld voor de diverse grote kampioenschappen later in het seizoen, te weten de Europese kampioenschappen schaatsen 2020, de Viercontinentenkampioenschappen schaatsen 2020, de Wereldkampioenschappen schaatsen afstanden 2020, de Wereldkampioenschappen schaatsen sprint 2020 en de Wereldkampioenschappen schaatsen allround 2020.

## Kalender
| Plaats                            | Datum               | 500m | 1000m | 1500m | 3k/5k | 5k/10k | Massastart | Teamsprint | Achtervolging | Details           |
| --------------------------------- | ------------------- | ---- | ----- | ----- | ----- | ------ | ---------- | ---------- | ------------- | ----------------- |
| Minsk Arena, Minsk                | 15–17 november 2019 | 1x   | 1x    | 1x    | 1x    |        | 1x         | 1x         |               | Wereldbeker 1     |
| Arena Lodowa, Tomaszów Mazowiecki | 22–24 november 2019 | 1x   |       | 1x    | 1x    |        | 1x         | 1x         | 1x            | Wereldbeker 2     |
| Sportpaleis Alau, Nur-Sultan      | 6–8 december 2019   | 1x   | 1x    | 1x    |       | 1x     |            | 1x         | 1x            | Wereldbeker 3     |
| M-Wave, Nagano                    | 13–15 december 2019 | 2x   | 1x    |       | 1x    |        | 1x         | 1x         | 1x            | Wereldbeker 4     |
| Olympic Oval, Calgary             | 7–8 februari 2020   | 1x   | 1x    | 1x    | 1x    |        |            |            |               | Wereldbeker 5     |
| Thialf, Heerenveen                | 7–8 maart 2020      | 2x   | 1x    | 1x    | 1x    |        | 1x         |            |               | Wereldbekerfinale |
| Totaal                            | Totaal              | 8x   | 5x    | 5x    | 5x    | 1x     | 4x         | 4x         | 3x            |                   |

## Eindpodia

### Mannen
| Afstand       | 1e               | 2e                | 3e               |
| ------------- | ---------------- | ----------------- | ---------------- |
| 500 m         | Tatsuya Shinhama | Viktor Moesjtakov | Laurent Dubreuil |
| 1000 m        | Thomas Krol      | Kai Verbij        | Laurent Dubreuil |
| 1500 m        | Kjeld Nuis       | Ning Zhongyan     | Thomas Krol      |
| 5&10 km       | Patrick Roest    | Danila Semerikov  | Graeme Fish      |
| Massastart    | Bart Swings      | Joey Mantia       | Chung Jae-won    |
| Teamsprint    | Nederland        | Zwitserland       | Kazachstan       |
| Achtervolging | Rusland          | Japan             | Canada           |

### Vrouwen
| Afstand       | 1e                | 2e                 | 3e                  |
| ------------- | ----------------- | ------------------ | ------------------- |
| 500 m         | Nao Kodaira       | Angelina Golikova  | Olga Fatkoelina     |
| 1000 m        | Brittany Bowe     | Nao Kodaira        | Olga Fatkoelina     |
| 1500 m        | Ireen Wüst        | Miho Takagi        | Jevgenija Lalenkova |
| 3&5 km        | Martina Sáblíková | Isabelle Weidemann | Ivanie Blondin      |
| Massastart    | Ivanie Blondin    | Irene Schouten     | Nana Takagi         |
| Teamsprint    | Nederland         | Rusland            | China               |
| Achtervolging | Canada            | Rusland            | Nederland           |

## Deelnamequota
Op basis van het aantal schaatsers in de top van het voorafgaande seizoen 2018/2019, mochten de volgende 23 landen onderstaand aantal deelnemers inschrijven per afstand, mits deze aan de limiet op die afstand had voldaan. Alle andere ISU-leden (landen met federaties in de ijs-/schaatssport die zijn aangesloten bij de ISU) mochten per afstand één deelnemer inschrijven, mits voldaan aan de limiet(en). Voor de massastart geldt altijd een maximum van twee schaatsers per land; het organiserende land mag altijd op alle afstanden met het maximum aantal schaatsers starten. Aan de wereldbekerfinales mag met uitzondering van de massastart alleen de beste twaalf van de tussenstand meedoen.
|                  | Mannen | Mannen | Mannen | Mannen | Vrouwen | Vrouwen | Vrouwen | Vrouwen |
| Land             | 500m   | 1000m  | 1500m  | 5/10km | 500m    | 1000m   | 1500m   | 3/5km   |
| ---------------- | ------ | ------ | ------ | ------ | ------- | ------- | ------- | ------- |
| België           | 1      | 2      | 3      | 2      | 1       | 1       | 1       | 1       |
| Canada           | 4      | 4      | 4      | 4      | 4       | 4       | 4       | 4       |
| China            | 4      | 2      | 2      | 2      | 5       | 4       | 4       | 3       |
| Chinees Taipei   | 1      | 1      | 1      | 1      | 2       | 2       | 2       | 1       |
| Denemarken       | 1      | 1      | 1      | 2      | 1       | 1       | 1       | 1       |
| Duitsland        | 4      | 4      | 2      | 3      | 2       | 2       | 3       | 4       |
| Estland          | 1      | 2      | 1      | 1      | 1       | 1       | 1       | 2       |
| Finland          | 1      | 2      | 1      | 1      | 1       | 1       | 1       | 1       |
| Italië           | 2      | 2      | 2      | 4      | 1       | 2       | 3       | 3       |
| Japan            | 5      | 5      | 5      | 5      | 5       | 5       | 5       | 5       |
| Kazachstan       | 3      | 3      | 2      | 3      | 2       | 2       | 2       | 1       |
| Letland          | 1      | 2      | 2      | 1      | 1       | 1       | 1       | 1       |
| Nederland        | 5      | 5      | 5      | 5      | 5       | 5       | 5       | 5       |
| Nieuw-Zeeland    | 1      | 1      | 1      | 2      | 1       | 1       | 1       | 1       |
| Noorwegen        | 4      | 4      | 5      | 4      | 3       | 4       | 4       | 4       |
| Oostenrijk       | 1      | 1      | 1      | 1      | 2       | 2       | 1       | 1       |
| Polen            | 4      | 3      | 4      | 2      | 2       | 3       | 3       | 3       |
| Rusland          | 5      | 5      | 5      | 5      | 5       | 5       | 5       | 4       |
| Tsjechië         | 1      | 1      | 1      | 2      | 1       | 2       | 3       | 4       |
| Verenigde Staten | 2      | 3      | 2      | 1      | 4       | 3       | 3       | 2       |
| Wit-Rusland      | 2      | 2      | 2      | 2      | 2       | 1       | 2       | 2       |
| Zuid-Korea       | 4      | 4      | 3      | 4      | 4       | 4       | 3       | 3       |
| Zwitserland      | 1      | 1      | 2      | 2      | 1       | 1       | 1       | 1       |

## Limiettijden
Om te mogen starten in de wereldbeker schaatsen 2019/2020 moesten de schaatsers na 1 juli 2018 aan de volgende limiettijden hebben voldaan. Voor deelname aan de ploegenachtervolging, teamsprint of massastart volstond het rijden van een van deze limiettijden (om het even welke). Voor de drie snelle hooglandbanen Salt Lake City, Calgary en Ürümqi geldt een scherpere limiet.
| Geslacht | 500m  | 1000m   | 1500m   | 3000m   | 5000m                          | 10.000m                         |
| -------- | ----- | ------- | ------- | ------- | ------------------------------ | ------------------------------- |
| Mannen   | 35,70 | 1.11,00 | 1.49,00 | –       | 6.40,00                        | 13.30,00 of 6.28,00 op de 5000m |
| Vrouwen  | 39,50 | 1.19,00 | 2.00,50 | 4.19,00 | 7.23,00 of 4.11,00 op de 3000m | –                               |

| Geslacht | 500m  | 1000m   | 1500m   | 3000m   | 5000m                          | 10.000m                         |
| -------- | ----- | ------- | ------- | ------- | ------------------------------ | ------------------------------- |
| Mannen   | 36,20 | 1.12,00 | 1.50,50 | –       | 6.45,00                        | 13.40,00 of 6.33,00 op de 5000m |
| Vrouwen  | 40,00 | 1.20,00 | 2.02,00 | 4.22,00 | 7.33,00 of 4.14,00 op de 3000m | –                               |

Voor de ploegenachtervolging en massastart mag één schaatser worden ingeschreven die niet aan een van bovenstaande kwalificatietijden heeft voldaan, voor deze schaatsers geldt een versoepelde limiet van 1.59,00 (mannen) of 2.11,50 (vrouwen) op de 1500 meter. Schaatsers die voldaan hebben aan de limiet voor een van de beide sprintafstanden (500m óf 1000m) mogen ook op de andere sprintafstand starten en datzelfde geldt voor de allroundafstanden (1500m en 3000m vrouwen c.q. 5000m mannen); dit met een maximum van één uitzondering per land per afstand.

## Puntentelling
De puntentelling is in 2018 aangepast. Er wordt doorgeteld van 60 punten voor de winnaar naar 1 punt voor de nummer 40. De top drie in de B-groep krijgt respectievelijk 10, 5 en 3 punten bonus.
| Plaats                                                 | 1   | 2   | 3  | 4  | 5  | 6  | 7  | 8  | 9  | 10 | 11 | 12 | 13 | 14 | 15 | 16 | 17 | 18 | 19 | 20 | 21 | 22 | 23 | 24 | 25                  | 26                  | 27                  | 28                  | 29                  | 30                  | 31                  | 32                  | 33                  | 34                  | 35                  | 36                  | 37                  | 38                  | 39                  | 40                  |
| ------------------------------------------------------ | --- | --- | -- | -- | -- | -- | -- | -- | -- | -- | -- | -- | -- | -- | -- | -- | -- | -- | -- | -- | -- | -- | -- | -- | ------------------- | ------------------- | ------------------- | ------------------- | ------------------- | ------------------- | ------------------- | ------------------- | ------------------- | ------------------- | ------------------- | ------------------- | ------------------- | ------------------- | ------------------- | ------------------- |
| Algemene score en halve finale massastart              | 60  | 54  | 48 | 43 | 40 | 38 | 36 | 34 | 32 | 31 | 30 | 29 | 28 | 27 | 26 | 25 | 24 | 23 | 22 | 21 | 20 | 19 | 18 | 17 | 16                  | 15                  | 14                  | 13                  | 12                  | 11                  | 10                  | 9                   | 8                   | 7                   | 6                   | 5                   | 4                   | 3                   | 2                   | 1                   |
| 500/1000/1500 meter (20 rijders in divisie A)          | 60  | 54  | 48 | 43 | 40 | 38 | 36 | 34 | 32 | 31 | 30 | 29 | 28 | 27 | 26 | 25 | 24 | 23 | 22 | 21 | 30 | 24 | 21 | 17 | 16                  | 15                  | 14                  | 13                  | 12                  | 11                  | 10                  | 9                   | 8                   | 7                   | 6                   | 5                   | 4                   | 3                   | 2                   | 1                   |
| 3000/5000 meter (16 rijders in divisie A)              | 60  | 54  | 48 | 43 | 40 | 38 | 36 | 34 | 32 | 31 | 30 | 29 | 28 | 27 | 26 | 25 | 34 | 28 | 25 | 21 | 20 | 19 | 18 | 17 | 16                  | 15                  | 14                  | 13                  | 12                  | 11                  | 10                  | 9                   | 8                   | 7                   | 6                   | 5                   | 4                   | 3                   | 2                   | 1                   |
| 5000/10.000 meter (12 rijders in divisie A)            | 60  | 54  | 48 | 43 | 40 | 38 | 36 | 34 | 32 | 31 | 30 | 29 | 38 | 32 | 29 | 25 | 24 | 23 | 22 | 21 | 30 | 24 | 21 | 17 | 16                  | 15                  | 14                  | 13                  | 12                  | 11                  | 10                  | 9                   | 8                   | 7                   | 6                   | 5                   | 4                   | 3                   | 2                   | 1                   |
| Wereldbekerfinale, finale massastart en teamonderdelen | 120 | 108 | 96 | 86 | 80 | 76 | 72 | 68 | 64 | 62 | 60 | 58 | 56 | 54 | 52 | 50 | 48 | 46 | 44 | 42 | 40 | 38 | 36 | 34 | niet van toepassing | niet van toepassing | niet van toepassing | niet van toepassing | niet van toepassing | niet van toepassing | niet van toepassing | niet van toepassing | niet van toepassing | niet van toepassing | niet van toepassing | niet van toepassing | niet van toepassing | niet van toepassing | niet van toepassing | niet van toepassing |